# Џералд Волас
Џералд Џермејн Волас (енгл. Gerald Jermaine Wallace; Силакога, Алабама, 23. јул 1982) бивши је амерички кошаркаш. Играо је на позицији крила.

## Успеси

### Појединачни
- НБА Ол-стар меч (1): 2010.
- Идеални одбрамбени тим НБА — прва постава (1): 2009/10.